# Benkelman
Benkelman é uma cidade localizada no estado americano de Nebraska, no Condado de Dundy.

## Demografia
Segundo o censo americano de 2000, a sua população era de 1006 habitantes. 
Em 2006, foi estimada uma população de 904, um decréscimo de 102 (-10.1%).

## Geografia
De acordo com o United States Census Bureau, a localidade tem uma área de 2,1 km², sem área coberta por água. Benkelman localiza-se a aproximadamente 910 m acima do nível do mar.

## Localidades na vizinhança
O diagrama seguinte representa as localidades num raio de 36 km ao redor de Benkelman. 